# Data Colada
Data Colada ist ein Blog, der sich mit der Analyse und Replikation wissenschaftlicher Forschung befasst, wobei der Schwerpunkt auf der Validität der Ergebnisse in den Sozialwissenschaften liegt.
Der Blog ist bekannt für das Eintreten gegen problematische Forschungspraktiken wie p-Hacking und für die Veröffentlichung von Beweisen für Datenmanipulation in mehreren prominenten Fällen, darunter die prominenten Professoren Dan Ariely und Francesca Gino. Data Colada wurde 2013 von drei verhaltenswissenschaftlichen Forschern gegründet: Uri Simonsohn, Professor an der ESADE Business School, Barcelona/Spanien (ab 2023), Leif Nelson, Professor an der University of California, Berkeley, und Joe Simmons, Professor an der University of Pennsylvania.

## Geschichte
Im Jahre 2011 schlossen sich Simmons, Nelson und Simonsohn wegen den „falschen, lächerlichen und auffälligen Ergebnissen“ die das Feld der Verhaltenswissenschaften hervorbrachte zusammen. Beispielsweise reagierten sie auf eine Arbeit des Cornell-Psychologen Daryl Bem, der angeblich Beweise für Hellseherei gefunden hatte, mit der Veröffentlichung eines einflussreichen Artikels über falsch positive Ergebnisse in der Psychologie. In diesem illustrierten sie das Problem mit einem parodierten Forschungsergebnis, das angeblich zeigte, dass das Hören des Beatles-Songs „When I'm Sixty-Four“ die Versuchspersonen eineinhalb Jahre jünger machte.
Im Jahr 2013 wurde der Blog „Data Colada“ mit dem Slogan „Thinking about evidence, and vice versa“ ins Leben gerufen. Er entwickelte sich zu „einem Zentrum für nerdige Diskussionen über statistische Methoden – und bald auch über verschiedene Forschungsverbrechen und -vergehen“ (New York Times).
Die drei Forscher wandten sich insbesondere gegen die damals weit verbreitete Praxis des Rosinenpickens [im Englischen: „cherry-picking“] von Daten und den Versuch, statistisch unbedeutende Ergebnisse statistisch signifikant erscheinen zu lassen – für diese Praxis prägten sie 2014 in einer wissenschaftlichen Veröffentlichung den Begriff p-hacking.

## Bemerkenswerte Resultate
Data Colada hat nicht nur fehlerhafte, aber vermutlich gut gemeinte Forschungspraktiken angeprangert, sondern auch Beweise für bewusste Datenmanipulationen und Fehlverhalten in der Forschung veröffentlicht. Dazu gehören Studien des Psychologen Lawrence Sanna und Forschungen des flämischen Psychologen Dirk Smeesters. Laut The New Yorker fanden die Karrieren von Sanna und Smeesters nach der Veröffentlichung ihrer Arbeiten durch Data Colada „ein unrühmliches Ende“.
Im Jahr 2021 entdeckte Data Colada fabrizierte Daten in einer 2012 in PNAS veröffentlichten Feldstudie von Lisa L. Shu, Nina Mazar, Francesca Gino, Dan Ariely und Max H. Bazerman. Alle Autoren der Studie stimmten mit ihrer Einschätzung überein und die Studie wurde zurückgezogen. Die Autoren stimmten auch darin überein, dass Ariely der einzige Autor war, der Zugang zu den Daten hatte, bevor er sie in ihrer gefälschten Form an Mazar, welche sie analysierte, weiterleitete. Ariely bestreitet, die Daten manipuliert zu haben, aber die Excel-Metadaten zeigten, dass er die Tabelle erstellt und als letzter bearbeitet hat. Ariely hat behauptet, dass jemand bei der Versicherungsagentur, die die Daten zur Verfügung gestellt hat, diese gefälscht haben muss.